# TA4
| N5 · N37 | i | i | A51 |

| N5 · N37 | i | i | A51 |

TA4 (Tomb of Amarna 4) è la sigla che identifica una delle Tombe dei nobili ubicate nell'area dell'antica Akhetaton, oggi nota come Amarna, capitale voluta e costruita dal faraone Amenhotep IV/Akhenaton della XVIII dinastia. La città venne abbandonata circa 30 anni dopo la sua fondazione; le tombe vennero abbandonate e in parte riutilizzate in epoca moderna come romitaggi di monaci copti. L'abbandono millenario e i danni causati dalla presenza umana hanno spesso reso irriconoscibili le strutture originarie e danneggiato pesantemente, quando non reso illeggibili, scene pittoriche e rilievi parietali.

## Titolare
TA4 era la tomba di:
| Titolare   | Titolo | Necropoli | Dinastia/Periodo | Note                                 |
| ---------- | --- | --------- | ---------------- | ------------------------------------ |
| Meryra (I) | Sommo Sacerdote di Aton nella casa di Ra; Portatore di flabello alla destra del re; Cancelliere; Unico amico del re | Amarna    | XVIII dinastia   | area settentrionale a sud di un uadi |

## Biografia

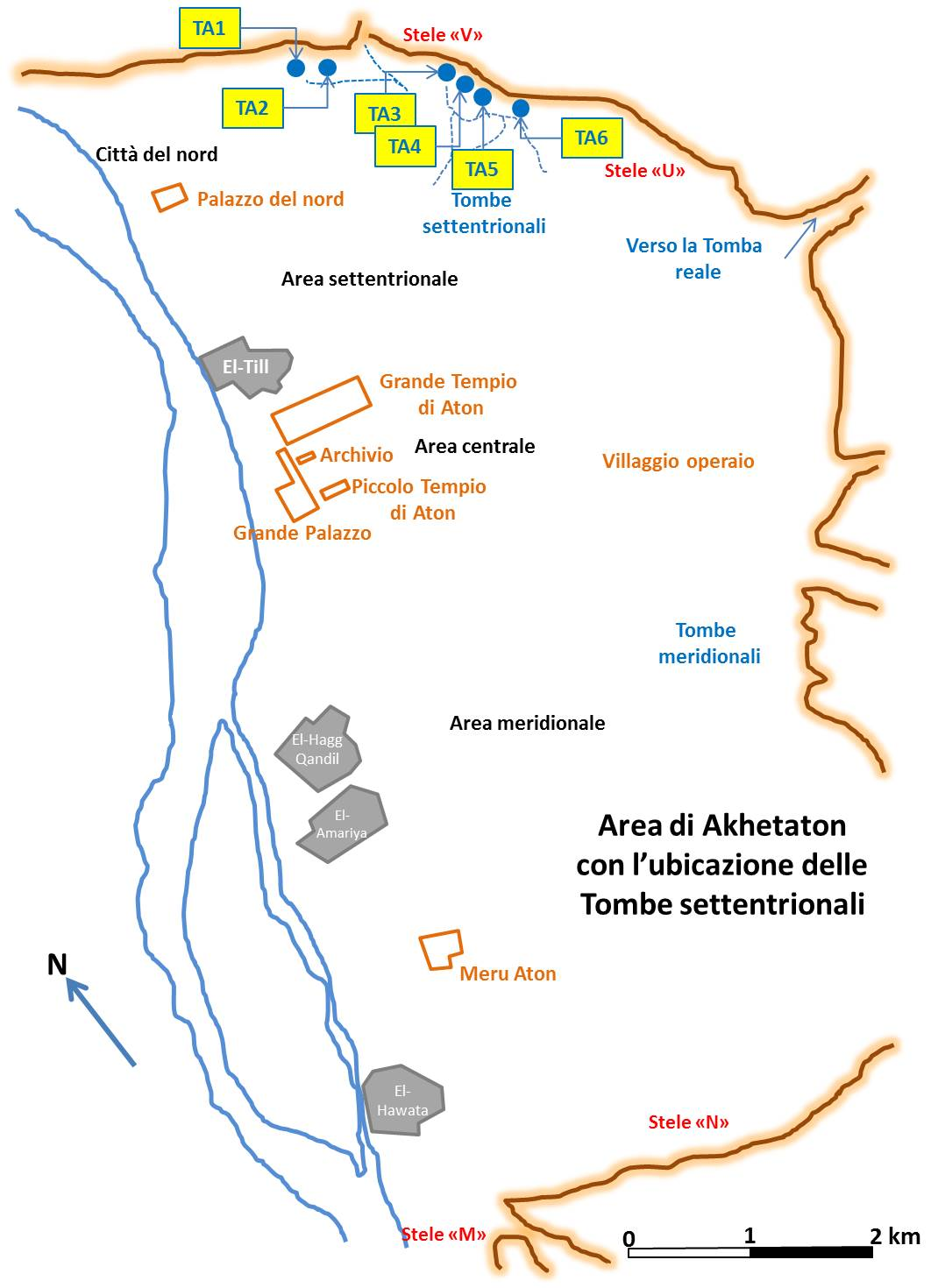
Planimetria di Amarna con ubicazione delle Tombe settentrionali

TA4 costituisce una testimonianza molto importante nel panorama delle tombe amarniane: si tratta, infatti, dell'unica tomba nota di un Sacerdote di Aton. Il sigillo riportato su una giara di vino rinvenuta nella tomba, reca l'indicazione dell'anno XVI di regno di Akhenaton; è perciò presumibile, ma non provato, che Meryra fosse ancora vivo nell'anno XVIII indicato come quello della scomparsa del re. Nessun'altra notizia biografica è ricavabile dalla sepoltura.

## La tomba
La TA4 fa parte del gruppo settentrionale delle tombe di Amarna. Si sviluppa in un'unica direzione, con andamento sud-nord, ed è costituita da un'anticamera, una sala ipostila che originariamente conteneva quattro colonne, e una sala più interna, non ultimata, con soffitto sorretto da tre pilastri (un quarto, la cui realizzazione era stata iniziata, non venne ultimato). Pur essendo la meglio conservata tra le tombe amarniane, TA4 patì, fin dai primi tempi dopo la sua realizzazione, pesanti mutilazioni nelle scene parietali, specie nelle parti riguardanti la coppia reale, Akhenaton e Nefertiti, e il dio Aton; due colonne della sala ipostila vennero abbattute quando la tomba divenne ricovero per monaci copti che si erano stabiliti nell'area; a tali danni se ne aggiunsero ancora altri causati dall'esigenza di creare nicchie nelle pareti da parte vuoi dei monaci stessi, vuoi della popolazione locale che, pure, occupò la tomba e, in tempi più recenti, per il tentativo di asportarne parti da rivendere sul mercato clandestino.
La facciata della tomba ha un fronte di circa 30 m ed è scavata perpendicolarmente nella parete della falesia talché dinanzi all'ingresso esiste un piano profondo, circa 6 m: la porta di accesso è fiancheggiata da rilievi parietali che vedono, alla base, (nn. 1 e 2 in planimetria) Meryra in atto di adorazione di geroglifici recanti inni al sole, ad Akhenaton e a Nefertiti. Sia i cartigli con il nome di Aton, che quelli del re e della regina vennero scalpellati ab antiquo a seguito della damnatio memoriae conseguente al fallimento dell'eresia amarniana. Un breve corridoio, sulle cui pareti è rappresentato (3-4), e ricordato attraverso i titoli di cui godeva, il defunto con il cranio raso, tipico dei preti, rivolto verso l'uscita a braccia alzate in adorazione.
Segue un'anticamera quadrata (lato circa 3,60 m) in cui si trovano due false porte decorate con geroglifici; sulle pareti, ai lati della porta di accesso (5-6), il defunto con inni dedicatori. Alcuni pannelli (7-9-10-11) accolgono cartigli, mentre altri (8-11) sono decorati con elementi floreali; fiancheggiano la porta di accesso al corridoio (13-14) i resti di cartigli dell'Aton con il defunto inginocchiato.
Un altro breve corridoio (15-16), sulle cui pareti si ripete l'atteggiamento di adorazione di Meryra ed è presente il cosiddetto "Piccolo inno ad Aton" immette nella sala ipostila che, originariamente, era dotata di quattro colonne e che, attualmente, ne presenta solo due essendo le altre state demolite dai monaci copti, che occuparono la tomba, per ampliare lo spazio a disposizione. Ai lati della porta di ingresso (17-18) il defunto in ginocchio in adorazione di cartigli di Aton. La sala era completamente decorata con rilievi parietali dei cui colori restano, però, solo poche tracce così come labili sono le tracce delle figure rappresentanti Akhenaton e Nefertiti, o i loro cartigli. Le due colonne superstiti sono massicce e imponenti, con un'altezza di circa 3,80 m e un diametro di 1 m, e rappresentano otto gambi di papiro, legati in alto, che poggiano su una base cilindrica. Sulla parete sud dell'ipostila (19) la decorazione parietale è ripartita su due registri sovrapposti: in alto, Meryra, inginocchiato con i suoi familiari sotto la "finestra delle apparizioni" di Akhetaton, riceve dal sovrano, dalla regina e una delle figlie (Merytaton) l'investitura a "Grande Profeta di Aton, nel dominio di Aton che è in Akhetaton"; nel registro inferiore, un cocchio trainato da cavalli attende Meryra dopo l'investitura mentre tra le persone presenti alcune fanciulle danzano e cantano accompagnandosi con il tamburello. Sulla stessa parete, ancora su due registri, il re e la regina, accompagnati da due figlie (Merytaton e Maketaton), offrono resine e incensi ad Aton su un braciere; in alto il disco solare presenta raggi muniti di mani che porgono, alle narici dei personaggi rappresentati, il geroglifico ankh, simbolo della vita. Sulla parete ovest, paradossalmente resa meglio visibile grazie all'abbattimento delle due colonne (20-21), la rappresentazione del Palazzo reale da cui si diparte una processione capeggiata dal re e dalla regina ciascuno su un carro, seguiti da altri due che ospitano quattro delle figlie della coppia: su un carro Merytaton e Maketaton, sull'altro Neferneferuaton Tasherit e Ankhesepaaton. Ogni carro è scortato da tre altri carri della guardia e da soldati appiedati; nel registro inferiore, in formato molto più piccolo, altri carri che sono stati indicati come, verosimilmente, quello di Meryra e del suo seguito. La scena processionale prosegue nella parete nord in cui viene rappresentata la meta della processione stessa (22): il Grande tempio di Aton. Sulla parete est, si ripete la rappresentazione del Grande tempio di Aton secondo i canoni dell'arte egizia, che occupa più della metà della parete e, nuovamente, la rappresentazione del Palazzo reale ove, terminate le cerimonie, il corteo dovrà rientrare (23-24-25-26). Nel registro inferiore della stessa parete, sono rappresentati magazzini sulle sponde del Nilo e flotte di navi da carico ormeggiate; anche qui si assiste, nel cortile dei granai presenti tra i magazzini, alla premiazione di Meryra da parte della coppia reale. Poco oltre un altro recinto contenente abitazioni, campi e giardini, stalle e altre strutture che è stato ipotizzato essere la rappresentazione della casa di Meryra.
Un altro corridoio, questa volta non decorato, adduce alla sala più interna, anch'essa ipostila, incompleta con tre pilastri e un quarto rimasto ancora in fase di realizzazione. Sul fondo si apre una cappella sulla cui parete di fondo si stagliano le sole gambe di una statua che doveva essere realizzata, ma non venne mai ultimata. Nonostante la quasi completezza della tomba, e la ricchezza delle decorazioni ancora visibili e di quelle intuibili perché non più esistenti, TA4 non venne mai occupata da Meryra la cui sepoltura effettiva non è, di fatto, nota.

### Annotazioni
1. ↑  La numerazione dei locali e delle pareti segue quella di Porter e Moss 1968, p. 210.
2. ↑  L'indicazione ordinale non presuppone alcuna derivazione o discendenza, né indica una progressione, ma serve a differenziare il Meryra della TA4 da omonimo personaggio titolare della TA2 che viene perciò indicato come Meryra (II).
3. ↑  Si tratta di sei tombe: TA1 di Huya; TA2 di Meryra (II); TA3 di Ahmes; TA4 di Meryra (I); TA5 di Penthu e TA6 di Paneshy.
4. ↑  A ovest, ovvero sul lato sinistro entrando, si legge tra l'altro: "adorazione di Aton quando si leva sull'orizzonte orientale del cielo: bello sei quando sorgi, o vivo Ra [...] (Tu) che dai la vita per sempre e per sempre illumini le Due Terre con la tua bellezza; hai attraversato le Due terre con il tuo disco [...] e le consegni al tuo amato figlio... che le amministra per te con cuore [amoroso] [...]... I nove archi sono di fronte a sua Maestà, i loro capi sono [...] sotto i suoi sandali. Fa' sì che regni in durata come te, stando qui con te, eternamente, vedendo i tuoi raggi ogni giorno. Concedigli feste Sed e milioni di anni; tutti i luoghi sono sotto i suoi occhi, (per) tuo figlio, disceso dal tuo corpo, il Signore delle Due Terre Nefer-Kheperu-Ra [Akhenaton], che dà la vita...".
5. ↑  TA4 è l'unica tomba amarniana che presenta tale locale; in tutte le altre, la sala principale si trova immediatamente dopo l'ingresso.
6. ↑  Si tratta di dediche all'Aton, nonché in una supplica del defunto affinché il suo nome non venga dimenticato e le offerte a lui destinate siano sempre abbondanti.
7. ↑  Viene denominato "Piccolo inno", per differenziarlo dal "Grande inno ad Aton" presente solo nella tomba di Ay, un atto di adorazione di cui si conoscono cinque differenti versioni presenti, oltre che nella TA4, nelle tombe TA8 di Tutu, TA9 di Mahu, TA10 di Ipy e TA23 di Any. Si tratta di un inno più breve di quello indicato come "Grande" ed è imperniato sul ciclo solare e sul rapporto tra l'Aton e il re Akhenaton.
8. ↑  In quest'inno, inoltre, il nome di Aton, iscritto in due cartigli come quello dei re, è riportato nella cosiddetta "prima forma didattica" usata dall'anno I all'anno IX: "Lunga vita a Ra-Horakhti che si rallegra nell'orizzonte, nel suo nome di Shu che è Aton", mentre in altre iscrizioni nella stessa tomba viene impiegato il "secondo nome didattico", in uso dall'anno IX: "Lunga vita a Ra sovrano dei Due Orizzonti che si rallegra nell'orizzonte, nel suo nome di Ra che è Aton" con l'eliminazione, perciò, di riferimenti ad altre divinità che non siano Ra, ovvero la manifestazione più pura del sole.
9. ↑  6 m di larghezza x 5 di profondità x 4,75 d'altezza nel punto più alto, a causa della differenza di altezza della pavimentazione.
10. ↑  "Ecco, ti faccio Grande tra i Profeti nel tempio di Aton in Akhetaton, perché tu sei nel mio cuore, dicendo: Oh mio servo, che ascolti l'insegnamento, il mio cuore è soddisfatto di tutto ciò che tu sei..."
11. ↑  La rappresentazione del disco solare, di Aton, in TA4 è unica nell'iconografia di tale divinità. Il disco, infatti, è circondato in basso, a mo' di collane, da semicerchi oggi non più colorati, ma dei quali esiste rappresentazione e codifica dei colori nei disegni di Norman de Garis Davies. Si è ipotizzato che i semicerchi rappresentino collane come quelle donate dal re ai suoi funzionari, o che si tratti della riproduzione di un fenomeno atmosferico particolarmente raro in Egitto e perciò degno di essere ricordato, magari in concomitanza con l'investitura di Meryra: la comparsa di un arcobaleno; la formazione di una "corona" dovuta a gocce di acqua e cristalli di ghiaccio in una nuvola attraverso cui viene filtrata la luce solare; la teoria più accreditata di aloni solari che si verificano solo in presenza di un'atmosfera d'alta quota particolarmente fredda (- 5°/ -25°) forse per la presenza di cirri.
12. ↑  Si legge, tra l'altro: "Parole dette dal re del Sud e del Nord, colui che vive nella Maat, il Signore delle Due Terre, Nefer-kheperu-ra Wa-en-re [Akhenaton]: possa il Sovrintendente della Casa degli Anelli d'oro prendere l'Alto Sacerdote di Aton ad Akhetaton, Meryra, e cingere con l'oro il suo collo, ornare la sua testa e i suoi piedi, perché egli è obbediente agli insegnamenti del Faraone..."
13. ↑  Circa 6,5 m di larghezza x 8 di profondità x poco meno di 5 m d'altezza.
14. ↑  3,5 m di profondità, compreso il corridoio di accesso, x 2 di larghezza x altezza variabile da 2,5 m all'ingresso e 1 m circa al fondo.

### Fonti
1. ↑  Reeves 2001, p. 134.
2. 1 2  (EN, FR) Informazioni sulla TA4:, su osirisnet.net. URL consultato il 10.02.2019.
3. 1 2 3  Davies 1903, parte III e IV.
4. ↑  Davies 1903, parte I, tavola XL.
5. ↑  Congdon 2000, pp. 21-24.